# Vas Zoltán (zenész)
Vas Zoltán (Budapest, 1952. november 12. – ) énekes, zenész, dalszerző, a blues első[forrás?] előadója Magyarországon.
1973-tól szóló énekes-gitáros, 1975-től Bocskai István gitárossal duóban játszott 30 éven át. 1979-ben a Fővárosi Blues Művek csapattal a fellépett az Egyetemi Színpadon. Az 1983-ban indult Blues-kocsma rendszeres fellépője volt, majd 1988-tól Komplex Blues Kantin néven vezetett klubot, ahol a házigazda zenekar az 1988-ban alakult Bluesügyi Hivatal volt. A zenekar később több személycserével működött.

## Lemezei
- Bistro Blues Band – Tudod, Csak Azért... (1992)
- Bistro Blues Band – You Know Just Because (1992)
- Vas - Halper - Lengyel – Bluesügyi Hivatal (2006)

## Forrás
- Bluesfesztivál a Gödörben. (Hozzáférés: 2025. május 22.)